# Тайтурка
Тайтурка — рабочий посёлок в Усольском районе Иркутской области России. Расположен на реке Белой. Железнодорожная станция Белая в 75 км к северо-западу от Иркутска и в 30 км от районного центра г. Усолья-Сибирского.

## Географическое положение
Через посёлок проходит транссибирская железнодорожная магистраль, а в 1 км севернее поселка — Московский тракт. Посёлок, находясь в лесостепной зоне, имеет плодородные почвы, окружен сельскохозяйственными угодьями площадью около 10 тыс. га. В нескольких километрах севернее поселка расположены воинские части (авиабаза Белая) и военный городок (посёлок Средний).

## Хронология
Основание села произошло в 1666 году.
В 1765 году открылась Петропавловская церковь.
В 1775 году в Тайтурке построена почтовая станция и постоялый двор, село становится почтовым центром.
В 1870 году Г. С. Васильевым открылась школа.
В 1903 году начал работать лесопильный завод.
В 1924 году состоялось образование первых пионерских организаций в Тайтурке и Мишелёвке.
В 1931 году организована машинно-тракторная станция «Белая».
В 1936 году произошло закрытие церкви.
В 1974 году в Тайтурке состоялось открытие первой музыкальной школы района.
Статус посёлка городского типа с 1963 года.

## Из истории
До последнего времени считалось, что Тайтурка была основана в 1734 году, однако, благодаря усилиям школьных краеведов, было выяснено, что история поселка началась в 1666 году.
Поначалу в селении проживало всего две бурятские семьи, но посёлок развивался, приезжали люди, в 1831 году в селении насчитывалось 184 двора, 970 жителей, из них 508 мужчин и 462 женщины. Основным занятием жителей села было земледелие, а в 1734 году, когда через Тайтурку проложили Московский тракт, посёлок становится почтовым станом.
В 1902 году отставной генерал-майор инженерных войск Апполон Андреевич Кисляков начал строительство лесопильного завода, в 1903 году завод выпустил первую продукцию.
После Октябрьской революции, с началом в СССР индустриализации, тайтурское лесопильное дело реконструируется и расширяется, в 1939 году здесь работает 400 рабочих, выпускаются не только доски, но и вагонка, мостовой брус, шпала и т. п.
В 1950 году на заводе начинается строительство лесопильного цеха, бассейнов для сортировки сырья, новых подъездных путей. Завод переименовывается в Тайтурский лесопильно-деревообробатывающий комбинат.
В шестидесятые годы в селе развивается массовое жилищное строительство, появляются многоквартирные дома с центральным отоплением. 30 августа 1963 года Тайтурка получает статус поселка городского типа, формируется социальная инфраструктура поселка и комбината, расширяется ассортимент выпускаемой продукции. В 1975 году Тайтурский ЛДК становится головным предприятием производственного объединения «Бельсклес», здесь работает уже 1800 человек. Наряду с производством продолжает развиваться сельское хозяйство.
Во второй половине прошлого века на территории Усольского района находился совхоз «Мальтинский», который объединял шесть отделений, пятое отделение и центральная усадьба находились в пределах поселка. В пятом отделении выращивали овощи, картофель зерновые культуры, было развито животноводство. Помимо всего этого в поселке размещались предприятия «Сельхозтехника» и «Сельхозхимия». Деятельность этих предприятий была направлена на обеспечение всего района удобрениями и проведение ремонтных работ сельскохозяйственной техники.
Из сферы обслуживания в поселке были больница, поликлиника, три школы, три клуба, библиотека, ветлечебница, парикмахерская, ателье, ремонтная мастерская, четыре детсада, сеть магазинов. Итого к началу 90-х годов XX века на предприятиях и в учреждениях поселка было занято около 3000 человек.

## Население
| 1970  | 1979  | 1989  | 2002  | 2009  | 2010  | 2011  |
| ----- | ----- | ----- | ----- | ----- | ----- | ----- |
| 7146  | ↘5967 | ↗6107 | ↘5236 | ↘5162 | ↘4892 | ↗4910 |
| 2012  | 2013  | 2014  | 2015  | 2016  | 2017  | 2020  |
| ↗4941 | ↗4946 | ↘4908 | ↗4951 | ↘4913 | ↘4841 | ↘4614 |
| 2021  |       |       |       |       |       |       |
| ↗5045 |       |       |       |       |       |       |

Занятость
Большую часть (3078 чел.) составляет неработоспособное население: пенсионеры — 1564 чел. (28 %), дети — 1019 чел., подростки — 495 чел. (всего 27 %), трудоспособное население составляет 2517 человек (45 % от всего населения).